# Europejski Instytut Onkologii
Europejski Instytut Onkologii (ang. The European Institute of Oncology, wł. Istituto Europeo di Oncologia) – znajdujące się w Mediolanie, we Włoszech, centrum medyczne zajmujące się chorobami nowotworowymi. Organizacja non-profit.
Europejski Instytut Onkologii jest szpitalem, centrum badawczym i jednostką dydaktyczną. W zakres działalności centrum wchodzi prewencja nowotworów, ich diagnostyka jak i leczenie, jednoczesne prowadzenie badań naukowych i klinicznych w połączeniu z organizacją i zarządzaniem. Ideą instytutu jest szybkie wdrażanie osiągnięć badań do praktyki lecznicze (znane pod pojęciem medycyny translacyjnej).

## Historia
Europejski Instytut Onkologii został założony przez Umberto Veronesiego, który rozwinął nowy model zdrowia i zaawansowanych badań w dziedzinie onkologii. Działalność instytutu została zainaugurowana w maju 1994.
W 1995 wystartował, w ramach Oddziału Chirurgii Głowy i Szyi, “Program Czarnobyl”, którego celem była ocena, czy dzieci urodzone w Mediolanie w czasie czarnobylskiej awarii elektrowni jądrowej mają częściej występujące zmiany neoplastyczne tarczycy jako skutek ekspozycji na radioaktywną chmurę. 4 tysiące dzieci zostało przebadanych, nie stwierdzono znaczącej różnicy. Także w 1995 Oddział Medycyny Nuklearnej, pierwszy we Włoszech, rozpoczął studia nad radioimmunoterapią, wykorzystującą znakowane radioaktywne przeciwciała, które wiążąc się selektywnie z komórkami nowotworowymi niszczą je za pomocą promieniowania, oszczędzając zdrowe komórki. To był jeden z bardziej innowacyjnych obszarów badawczych instytutu, którego wkładem w świat medycyny była technika zwana awidyna-biotyna, zapewniająca selektywność immunoterapii.
Instytut został uznany jako szpital badawczy i centrum lecznicze (it. IRCCS or “Istituto di Ricovero e Cura a Carattere Scientifico”) decyzją ministerialną w styczniu 1996. W 1996 zostało otwarte Laboratorium Onkologii Eksperymentalnej, gdzie naukowcy, których dużą część stanowili naukowcy ze Stanów Zjednoczonych oraz Europy Północnej, pracują nad próbą identyfikacji zmienionych mechanizmów w komórkach nowotworowych oraz terapiami je modyfikującymi. W tym roku instytut również otrzymał akredytację na świadczenia zdrowotne w ramach włoskiego narodowego systemu zdrowia.
W 1998 została ukazała się pierwsza praca naukowa jednego z zespołów instytutu, opublikowana w prestiżowym tytule naukowym, Nature. Naukowcy opisali tam odkrytą naturalną substancję, kwas retinowy, który blokuje aktywność komórek białaczkowych, przywracając im normalną aktywność.
W 1999 ukazała się w Nature historyczna publikacja dotycząca odkrycia p66, białko genu starzenia. Zwierzęta pozbawione tego genu żyły 30% dłużej.
W 2000 w instytucie powstała technika radioterapii śródoperacyjnej (ang. intra-operative radiotherapy), wykorzystująca liniowy akcelerator umożliwiający radioterapię podczas chirurgii raka piersi.
Instytut odpowiada również za rozpoczęcie akcji prewencyjnej raka szyjki macicy z powodu HPV, w roku 2005. Jego działalność doprowadziła do wprowadzenia we Włoszech akcji szczepień przeciw HPV u dziewczynek w wieku 12 lat, stawiając za cel eliminację tego nowotworu w następnej generacji.